# فانس دنيس
فانس دنيس (بالإنجليزية: Vance Dennis)‏ هو سياسي أمريكي، ولد في 9 ديسمبر 1975. حزبياً، نشط في الحزب الجمهوري. وقد انتخب عضو مجلس نواب تينيسي.